# 物部依網抱
物部依網 抱（もののべのよさみ の いだき）は、飛鳥時代の豪族。姓は連。冠位は不明。

## 出自
物部依羅氏（物部依羅連）は饒速日命の十二世子孫の懐（布都久留）の後裔で、物部氏の一族である天孫系氏族。氏の名称は摂津国住吉郡大羅郷（現在の大阪市東住吉区我孫子町・庭井町一帯）と隣接する河内国丹比郡依羅（現在の松原市天善町一帯）の地名に基づく。

## 記録
推古天皇16年（608年）日本に渡来した隋使・裴世清が入京して朝廷に参上する際に、阿倍鳥とともに導者（案内役）とされ、隋よりの信物（くにつもの）を庭の上に置いた。